# Empire Stores
Empire Stores es un antiguo complejo de almacenes a lo largo del paseo marítimo Brooklyn Bridge Park dentro del vecindario de Dumbo, Brooklyn, Nueva York (Estados Unidos). Alberga un salón de comidas y un mercado operado por Time Out New York, que abrió sus puertas en 2019, así como una galería de arte llamada Gallery 55.

## Descripción e historia

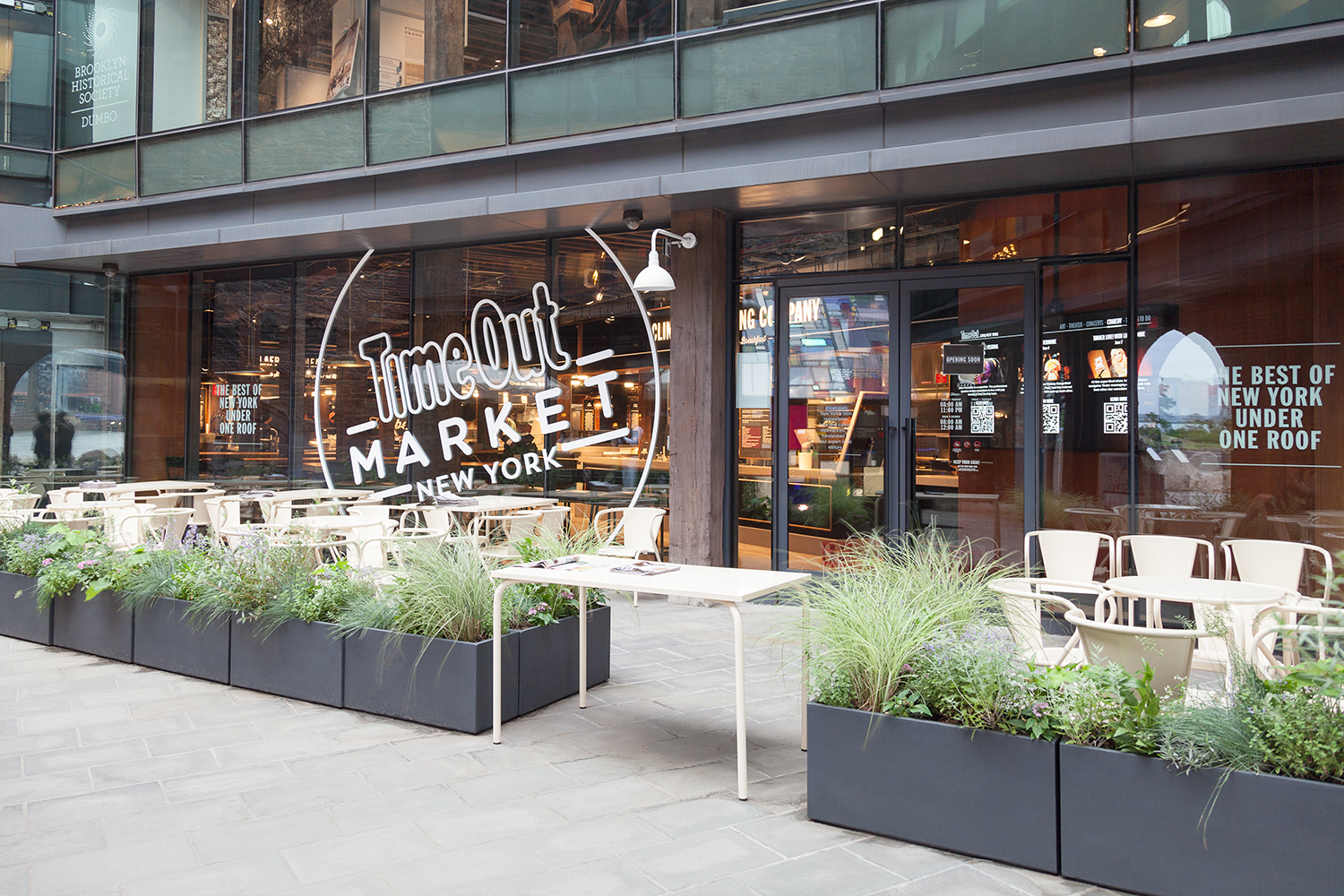
Time Out Market Nueva York, 2019

Empire Stores consta de siete edificios con un total de 30 658 m² de espacio. En 2013, el desarrollador de Brooklyn Midtown Equities fue seleccionado para remodelar los almacenes abandonados de Empire Stores en una combinación de espacio comercial y de oficinas, diseñado por Studio V Architecture y S9 Architecture. El plan contenía espacio comercial y de oficinas; restaurantes y áreas de eventos; y un pasillo central, un patio y una azotea de acceso público. Se conservaron muchas de las características del diseño original, como las paredes de esquisto, las ruedas de elevación de hierro y los conductos de café. La planta baja se bajó varias pulgadas para integrarse mejor con el resto del parque, pero dado que los edificios están ubicados directamente frente al mar, esto los hace vulnerables a inundaciones durante una marejada ciclónica. Como resultado, se compraron barreras contra inundaciones desplegables para Empire Stores, y el complejo incluye transformadores en el séptimo piso y un generador de energía de respaldo.
La Sociedad Histórica de Brooklyn (BHS) fue seleccionada para operar un 297 m² museo para celebrar la historia industrial de Brooklyn. Otros futuros inquilinos incluyeron el restaurante del área Vinegar Hill House, la empresa de relojería Shinola, una cervecería al aire libre en el techo, y varios otros restaurantes.
Midtown Equities originalmente tenía la intención de abrir Empire Stores en 2015. La tienda insignia de West Elm, inaugurada en agosto de 2016, fue el primer inquilino en abrir en Empire Stores y durante un año fue el único inquilino dentro del complejo comercial. Esto fue seguido por el espacio de exhibición BHS Dumbo en mayo de 2017. Tras la apertura de otras tiendas, la ubicación frente al mar de Empire Stores se convirtió rápidamente en un lugar popular para las selfies, especialmente aquellas con el Puente de Brooklyn de fondo.

### Salón de comidas
A principios de 2018, se anunció que Time Out Market New York abriría un salón de comidas en Empire Stores con 20 restaurantes y tres bares. El mercado abrió en mayo de 2019.